# علی‌قلی‌خان سردار اسعد
علی‌قلی‌خان بختیاری (۱۲۳۶ – ۱ آبان ۱۲۹۶) معروف به سردار اسعد بختیاری یا سردار اسعد دوم از رجال سیاسی دوره قاجار و از رؤسای ایل بختیاری بود، که حیات سیاسی وی مقارن با به قدرت رسیدن چهار پادشاه در ایران است.
علی‌قلی‌خان پسر چهارم حسین‌قلی‌خان ایلخانی بود، که پس از به توپ بستن مجلس شورای ملی به فرمان محمدعلی‌شاه، به پشتیبانی از برادرش نجف‌قلی‌خان صمصام‌السلطنه و پسرعموی خود، ابراهیم‌خان ضرغام‌السلطنه، در اعتراض به این عمل برخاست و پس از فتح اصفهان به دست سواران بختیاری، از راه اراک، خود را به منطقه بختیاری رسانید و شخصاً فرماندهی سواران بختیاری را در فتح تهران و احیای مشروطیت، عهده‌دار شد.
وی در برهه‌ای از تاریخ ایران، در منصب وزیر جنگ و دوره‌ای نیز عهده‌دار وزارت داخله بود. از دیگر وقایع مهم در زمان حیات سیاسی علی‌قلی‌خان، اکتشاف نفت در مناطق جنوب و جنوب‌غربی فلات ایران، توسط کنسرسیوم دارسی، در استان خوزستان و چاه شماره یک مسجدسلیمان است.

## کودکی و نوجوانی

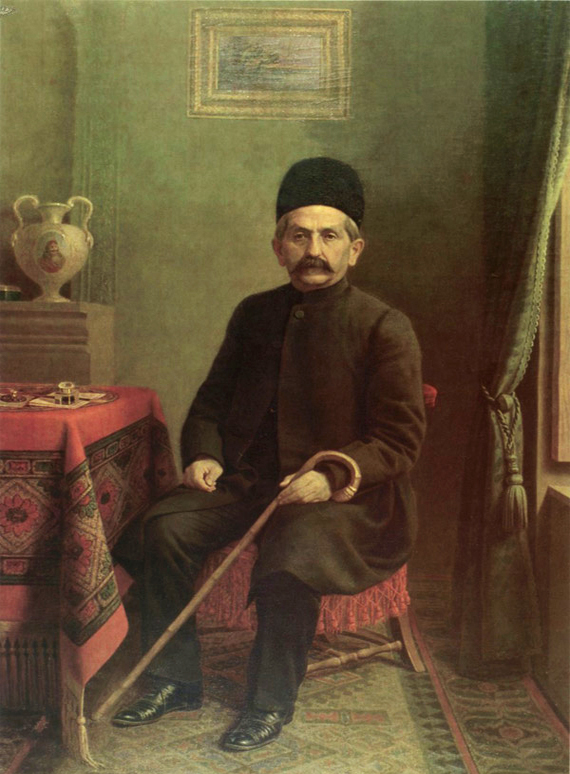
علی‌قلی‌خان سردار اسعد به قلم کمال‌الملک

سردار اسعد در سال ۱۲۳۶ خورشیدی (۱۸۵۷ میلادی) در  چهارمحال زاده شد. زادگاه و جایگاه خاندان او، منطقه چغاخور در استان چهارمحال و بختیاری فعلی بود. پدر سردار اسعد، حسینقلی خان ایلخانی، از مردان دارای نفوذ دوران قاجاریه و بزرگ‌ترین ایلخانی بختیاری بود، که توانست با یکپارچه کردن طوایف گوناگون ایل بختیاری، به بازیابی قدرت و موقعیت بزرگی در آن روزگار دست یابد. مادر سردار اسعد، نیز بی‌بی مهری‌جان (نوه الیاس‌خان بختیاری و دختر نجف‌خان بختیاری) بود. او چهارمین پسر حسین‌قلی خان ایلخانی بود. پدر وی، ۳۰ سال، فرماندار ایل بختیاری بود. (در گذشته کسی که این جایگاه را در ایل بختیاری داشت ایلخان نامیده می‌شد).
علی‌قلی‌خان پس از گذراندن دوران کودکی، در اوایل جوانی، به آموزش دیدن روی آورد و پس از آموختن زبان عربی به یادگیری علوم خارجی، از جمله زبان فرانسه پرداخت. حسین‌قلی‌خان، آموزگاری برای آموزش وی برگزید. او در اندک زمان، زبان پارسی و خط تحریر را فرا گرفت و پس از آن، پیش نیاز عربی و ادبی از صرف و نحو، منطق، بدیع، بیان و امثله عرب را فرا گرفت.

## ازدواج
علی‌قلی‌خان، در سال ۱۲۵۵ با بی‌بی مهرجان، دختر یکی از بزرگان ایل بختیاری، ازدواج کرد. نخستین فرزند او در سال ۱۲۵۸ زاده شد و از طرف حسین‌قلی‌خان؛ پدر سردار اسعد بنام جعفرقلی‌خان نام‌گذاری گردید، که بعدها سردار بهادر و پس از درگذشت علی‌قلی‌خان، به سردار اسعد سوم ملقب گشت.

## قتل حسین‌قلی‌خان
علی‌قلی‌خان در سال ۱۲۵۹ به‌همراه پدرش؛ ایلخانی و اسفندیار خان برادر بزرگش، به طهران احضار شدند و به دیدن ناصرالدین شاه رفتند. در این ملاقات تصمیماتی اتخاذ شد، از جمله اینکه این دو برادر، با صد سوار بختیاری، عضو کشیک‌خانه سلطنتی شدند، ولی اقامت اسفندیار خان و علی‌قلی‌خان در تهران طولانی شد و به تقاضای ظل‌السلطان؛ حکمران اصفهان، شاه موافقت کرد که دو برادر به اصفهان برگردند.
برای ظل‌السلطان؛ حکمران مقتدر اصفهان، تحمل قدرت ایلخانی خطرناک بود، همچنین فرهاد میرزا معتمدالدوله که بر اثر دسایس ظل‌السلطان از حکومت فارس برکنار شده بود، ذهن شاه را نسبت به ظل‌السلطان مشوش نمود و برای خراب کردن ظل‌السلطان و از بین بردن قدرت ایلخانی، امکان طغیان او را مطرح کرد. به همین مناسبت، ظل‌السلطان به تهران احضار شد و دستور قتل ایلخانی را از ناصرالدین شاه گرفت و به اصفهان بازگشت.
در ۲۲ خرداد ۱۲۶۱ ظل‌السلطان، حسین‌قلی‌خان و دو پسرش را برای شرکت در یک رژه نظامی دعوت نمود. پس از مراسم، در چهل‌ستون از آن‌ها پذیرایی شد. در این پذیرایی یک فنجان قهوه آمیخته با زهر، به حسینقلی خان داده شد، سپس وی را روانه زندان ساختند. او پس از دو روز در زندان درگذشت و اسفندیار خان و علی‌قلی‌خان نیز به دستور ظل‌السلطان به زندان افتادند.
پس از قتل حسین‌قلی‌خان، برادرانش؛ امام‌قلی‌خان و رضاقلی‌خان، نسبت به فرزندانش رفتار و عملکرد نامناسبی داشتند. علی‌قلی‌خان سردار اسعد در کتاب تاریخ بختیاری، این واقعه را اینگونه روایت می‌کند:
موقعی که پدرم «ایلخانی» را کشتند و من و برادرم «اسفندیارخان» در حبس بودیم، عموها و عموزاده‌های ما برای تصاحب مایملک پدرم، مادر پیرم را زیر فشار گذاشتند. هنگامی که من از سیاه‌چال «ظل‌السلطان» آزاد شدم، با لباس کثیف و مندرس و موهای ژولیده و پای برهنه در کوچه‌های اصفهان سرگردان بودم و نمی‌دانستم چه بکنم… بعضاً به‌خاطر آوردم که پدرم مبلغی وجه نقد نزد یکی از دوستان قدیمش که تاجر معتبری بود، دارد؛ لذا به خانه او رفتم و دق‌الباب را کوبیدم و کمی بعد در باز شد و آن تاجر اصفهانی در آستانه در نگاهی به من انداخت و فوراً مرا شناخت، ولی بدون این‌که کلمه‌ای گفت‌وگو کند، در را به‌روی من بست. من از این برخورد بسیار ملول و افسرده شدم و با خود گفتم، بهتر است به میان ایل برگردم و نزد عمویم «حاجی ایلخانی» به چقاخور بروم. با این خیال اصفهان را با پای پیاده به‌سوی چقاخور تَرک گفتم. در حوالیِ چقاخور به چند سیاه‌چادر متعلق به یکی از طوایف بختیاری برخورد کردم. در میان رمه در کنار سیاه‌چادرها، چند مادیان را در حال چَرا دیدم، به طرف آن‌ها پیش رفتم. خوشبختانه صاحب آن مادیان‌ها مرا شناخت و یکی به رسم امانت به من داد تا خود را به چقاخور رسانیدم. از دور چادر بزرگ سفید درپوش پدرم را که در میان دشت برافراشته بود، دیدم و اندوهی جان‌کاه به من دست داد و کوهی از غم بر دلم نشست. لاجرم پیش رفتم و افسار مادیان را به گوشه‌ای بستم و با آن هیئت ژولیده وارد چادر شدم. دیدم عمویم «حاجی ایلخانی» در صدر مجلس نشسته و تمام خویشاوندان و رؤسای طوایف بختیاری به ترتیب در کنار هم نشسته‌اند. در مقابل عمویم تعظیم کردم. به‌طور اجمال مرا ورانداز کرد و بدون این‌که یک‌کلمه بگوید، سر را به زیر انداخت و برای یک‌لحظه همه نگاه‌ها متوجه من شد و بعد سرها برگشت و سکوت سنگینی سراسر مجلس را فرا گرفت. هیچ‌کس نپرسید کی هستم و از کجا آمده‌ام؟ همان‌طوری که سرپا ایستاده بودم، گوشه‌وکنار مجلس را نگاه کردم و چشمم به یکی از بستگان پدرم که همیشه از احسان و محبت او برخوردار بود، افتاد و رفتم در کنار او نشستم، یک‌وقت متوجه شدم که آن شخص کمی از من فاصله گرفت و روی خود را از من برگردانید. من چنان از فضای مشمئزکننده آن مجلس و رفتار نامردمیِ عموها و خویشاوندان و دیگر برادران بختیاری منقلب شدم، که بلااراده از جا بلند شدم و سوار همان مادیان لخت شدم و به طرف اصفهان حرکت کردم. در حین اینکه سوار می‌شدم، یکی از بستگان پدرم که زمانی منشیِ او بود، به من نزدیک شد و آهسته گفت: «آ علیقلی، خدا پسری به تو عنایت کرده است.» من به قدری نومید و افسرده‌خاطر بودم که در جوابش گفتم: «من در چنین حال و روزی بچه می‌خواهم چه‌کنم؟» در بین راه مادیان را به صاحبش برگرداندم و پیاده به طرف اصفهان رفتم. نوکری داشتم که قبل از دستگیری‌ام همراهم به اصفهان آمده بود، بعد از آن‌که زندانی شدم در اصفهان ماند و با شغل عمله‌گی گهگاهی پولی پس‌انداز می‌کرد و در زندان به من می‌رسانید. وقتی به اصفهان برگشتم، همان شخص با مختصر پس‌اندازی که داشت، یک جفت گیوه برایم خرید و با همان پای پیاده خود را به تهران رسانیدم و یک‌راست روانه خانه صدراعظم «امین‌السلطان» شدم. هنگامی به درِ خانه رسیدم که کالسکه صدراعظم دمِ دروازه ایستاده بود و ظاهراً «امین‌السلطان» می‌خواست به دربار برود. نوکری که جلوی دروازه ایستاده بود، از من سؤال کرد که چه می‌خواهم؟ گفتم به صدراعظم عرض کنید که «علی‌قلی» پسر «حسینقلی‌خان» ایلخانیِ بختیاری هستم. آن مرد در نهایت تعجب سراپای مرا ورانداز کرد و به داخل حیاط رفت. من از گوشه دروازه که نگاه می‌کردم، دیدم نوکر به درون خانه رفت و طولی نکشید که پرده درِ ورودی کنار رفت و صدراعظم در آستانه ظاهر گردید، ولی به مجردی که از برابر چشمش به من افتاد، خود را عقب کشید و پرده را انداخت. من از دیدن این صحنه یکه خوردم و داشتم ناامید می‌شدم. طولی نکشید که دوباره همان نوکر به سراغم آمد، اما این‌بار با احترام تعارف کرد که همراه او بروم. او مرا مستقیماً به حمام برد و بعد از یک‌سال و اندی که حمام نرفتم، شست‌وشویی کامل کردم و حمامی مرا کیسه کشید و مُشت‌ومال حسابی کرد و سلمانی مرا پس از مدت‌ها اصلاح کرد و هنگامی که خود را به قسمت بیرونیِ حمام رساندم و روی صفحه نشستم، همان نوکر یک بقچه جلویم گذاشت، وقتی آن را باز کردم، یک‌دست لباس کامل در آن دیدم و با کمال تعجب یک کیسه پُر از اشرفی برای مخارج توجیبی روی لباس‌ها گذاشته بودند. بعد از آن‌که لباس پوشیدم، همراه او به اتاق راهنمایی شدم و پس از صرف یک ناهار لذیذ، صدراعظم وارد اتاق گردید و با کمال فروتنی از من احوال‌پرسی کرد و آن‌گاه دستور داد تا مرا به ریاست فوج سوار منصوب کردند.

## اقامت در تهران
علی‌قلی‌خان یک سال در زندان ظل‌السلطان به‌سر برد و خانوادهً آن‌ها تا زمان ارتباط گرفتن علی‌قلی‌خان با اتابک، در انزواء به‌سر بردند. سپس برادرش اسفندیارخان سردار اسعد اول، ایلخانی بختیاری و علی‌قلی‌خان نیز فرماندهً فوج سوار در تهران شد. ولی حقیقت این بود که شاه برای جلوگیری از طغیان سران ایلخانی، علی‌قلی‌خان را به‌عنوان گروگان در تهران نگاه داشت.
در این دوران وی با اوضاع سیاسی و اجتماعی تهران آشنا شد، رجال و افراد مؤثر را شناخته و با بعضی از مأموران سیاسی از جمله چند تن از دیپلمات‌های انگلیسی آشنا شد. و به سال ۱۲۷۲ از طرف شاه قاجار به منصب، نشان و حمایل امیر تومانی نائل گردید.

## ایلخانی بختیاری
سردار اسعد پس از به قتل رسیدن ناصرالدین شاه توسط میرزا رضا کرمانی، مأمور نظم تهران شد و در زمان مظفرالدین شاه نیز فرمانده سواران بختیاری، با لقب سرتیپی باقی‌ماند. در سال ۱۲۷۵ هزار تومان مقرری، به پاس وفاداریش به دولت، برای او تعیین گردید. مدتی نیز به عنوان ایلخانی بختیاری، از جانب مظفرالدین شاه انتخاب شد. اما در این سمت، با رقابت شدید برادرش نجف‌قلی‌خان صمصام‌السلطنه که از او بزرگتر بود و طبق پیمان‌نامه‌های سران ایل، حق ایلخانیگری از آن او بود، مواجه شد و کناره گرفت.
با آغاز سلطنت مظفرالدین شاه، اتابک امتیاز راه‌سازی میان اصفهان و اهواز را از شاه گرفت. امتیاز احداث جاده لینچ در تاریخ ۲۰ ذیقعده ۱۳۱۴ در هشت فصل و برای مدت ۶۰ سال، از سوی دولت شاهنشاهی به اسفندیار خان، محمدحسین‌خان و علی‌قلی‌خان واگذار گردید. وی پس از انعقاد قرارداد لینچ و عزل اتابک، دیگر به گارد سلطنتی مراجعه نکرد و بیشتر اوقات خود را در منطقه بختیاری گذرانید.

## اقامت در اروپا
سردار اسعد در سال ۱۲۷۹ هجری شمسی، ابتدا به هندوستان رفت و پس از مدت کوتاهی هند را به مقصد مصر ترک کرد. اقامت وی در مصر نیز کوتاه بود و پس از چند هفته، از مصر به مکه در عربستان سعودی رفت و سپس، عازم پاریس شد.
سردار اسعد، دو سال در پایتخت‌ها و شهرهای مهم اروپا زندگی کرد. شاید نخستین جرقه‌های فعالیت‌های سیاسی-اجتماعی وی، در این مقطع زمانی آغاز گردید.

## لقب سردار اسعد
علی‌قلی‌خان، در سال ۱۲۸۱ بار دیگر به تهران بازگشت و برای مدت یک سال در پایتخت مستقر شد. در سال ۱۲۸۲ که اسفندیار خان، برادر بزرگش درگذشت، راهی منطقه بختیاری شد. در این هنگام درگیری میان دو خانواده ایلخانی (فرزندان حسینقلی خان) و حاجی ایلخانی (فرزندان امامقلی خان حاجی ایلخانی) بالا گرفته بود. در این هنگام سردار اسعد موفق شد میان برادران خود صمصام‌السلطنه و خسرو خان سردار ظفر از یک سو و لطف‌علی‌خان امیر مفخم، نصیر خان سردار جنگ، سلطان محمد خان سردار اشجع و غلامحسین خان سالار محتشم صلح و آشتی برقرار نماید. علیقلی خان در سال ۱۲۸۳ به پیشنهاد عین‌الدوله، از طرف مظفرالدین شاه، لقب سردار اسعد گرفت و نشان حمایل به وی اهدا شد. وی در این هنگام همچنین ماًمور نظم لرستان گردید.

## اقامت در پاریس
پس از افتتاح مجلس اول شورای ملی، در ۱۴ مهر ماه ۱۲۸۵ برای معالجهً چشم خود، راهی اروپا شد و در شهر پاریس اقامت گزید. پس از مداوای چشم، شروع به مطالعه و ترجمهً کتب فرانسه و انگلیسی نمود. پس از بمباران مجلس شورای ملی، در روز چهارشنبه ۳ تیر ۱۲۸۷ که تعدادی از رجال و آزادیخواهان راهی زندان شدند، وی در پاریس بود. سپس به لندن رفت. سردار اسعد پس از سفر به لندن، مدتی نیز در پاریس سکنی گزید، سپس به اتفاق چند نفر از جوانان بختیاری از طریق خرمشهر، وارد ایران شد.

## همکاری با مجامع آزادی‌خواهی
بنا به تصریح ملک‌زاده، سردار اسعد، همکاری خود با مجامع آزادی‌خواهی را، از سال ۱۲۸۳ آغاز کرد. در ششم خرداد همان سال، جلسه‌ای از رجال آزادی‌خواه، در باغ شخصی سلیمان‌خان میکده و به رهبری او برگزار شد. ملک‌زاده این مجمع را؛ هستهً اصلی انقلاب مشروطیت در ایران می‌داند.
ریاست این انجمن که به انجمن باغ میکده شناخته می‌شود با شیخ محمدمهدی شریف کاشانی بود.
سردار اسعد همکاری خود، با آزادی‌خواهان را پس از بمباران مجلس شورای ملی و در سال ۱۲۸۷ به‌طور آشکار آغاز کرد. در این سال، با تجمع مشروطه‌خواهان و رجال مخالف محمدعلی‌شاه در اروپا، علی‌قلی‌خان نیز به جرگه آنان پیوست.
در این‌باره، ملک‌زاده می‌نویسد:
ایرانیان مهاجر مقیم اروپا، سردار اسعد را تشویق به رفتن ایران و قیام علیه محمدعلی شاه نمودند. چند نفر از آن‌ها، من‌جمله شکرالله‌خان معتمد خاقان که بعدهاً لقب قوام‌الدوله یافت، به اتفاق سردار اسعد به ایران مراجعت کرد و به اصفهان رفت و در سفر جنگی از اصفهان به تهران، با او همراه بود.
مخبرالسلطنه هدایت، که در این موقع در اروپا بوده است، می‌نویسد:
شاخص میان ایرانیان، علی‌قلی‌خان سردار اسعد است. گاهی به منزل او می‌روم. غالباً اشخاص سر سفره او حاضر می‌شوند. عصر به کافه دولاپه، جنب اپرا می‌رود. باز، جمعی دور او را گرفته‌اند…
مخبرالسلطنه سپس می‌نویسد؛ که از او خواسته است تا به ایران رفته، رهبری نهضت را به عهده بگیرد. اما او گله می‌کند، که؛ تنها است! مخبرالسلطنه می‌گوید؛ کار را یک نفر می‌کند. این تشویق‌های ایرانیان، باعث حرکت سردار اسعد می‌شود. البته اقدام موفقیت‌آمیز بختیاری‌ها، در فتح اصفهان نیز به او امیدواری بیشتری داده بود.

## فتح تهران

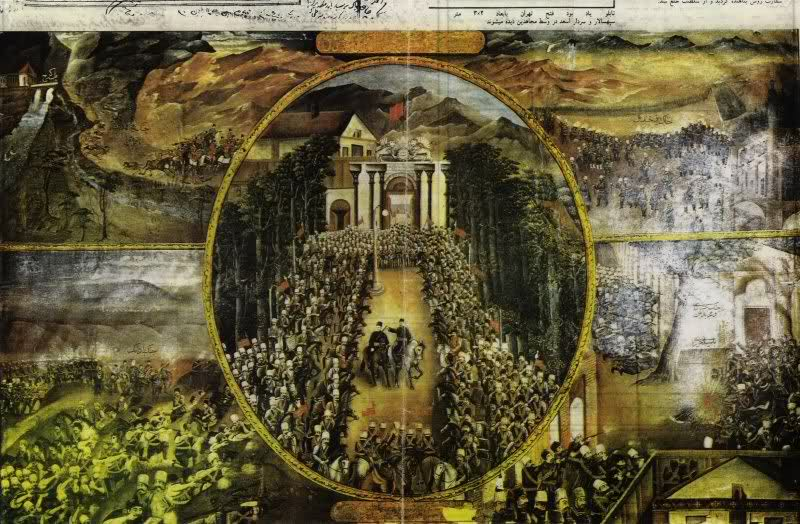
نقاشی فتح تهران در کاخ‌موزه‌های سعدآباد، سپهدار اعظم تنکابنی و سردار اسعد بختیاری سوار بر اسب دیده می‌شوند.

سردار اسعد در روز پنج شنبه ۱۶ اردیبهشت ۱۲۸۸ (۶ مه ۱۹۰۹ میلادی) وارد ایران شد. ابتدا وارد منطقه بختیاری شد و متعاقب آن با خان‌های قشقایی و شیخ خزعل (به نمایندگی از اعراب خوزستان) سوگندنامه‌ای را امضاء کرد. هم‌پیمان شدن با خان‌های و شیوخ بسیار حیاتی بود، زیرا او برای حرکت به سمت تهران می‌بایست از حمایت پشت سر مطمئن باشد.
سردار اسعد پس از عقد قرارداد با رؤسای ایلات مذکور، درصدد اتحاد با رقبای خانوادگی خود برآمد. خانواده حاجی ایلخانی مشکل اصلی او محسوب می‌شدند. لطفعلی خان امیر مفخم در جایگاه فرمانده قشون حامی محمدعلی شاه، برای مقابله با تهاجم بختیاری‌ها به تهران، در حوالی قم موضع گرفته بود. برادر او نصیر خان سردار جنگ، از محاصره تبریز دست برداشته، برای پیوستن به امیر مفخم راهی قم بود و برادر دیگر، سلطان محمد خان سردار اشجع، به‌همراه خسرو خان سردار ظفر (برادر سردار اسعد) برای جمع‌آوری نیرو به سمت بختیاری در حرکت بود. تنها غلامحسین خان سالار محتشم، به عنوان ایل بیگی بختیاری، در خوزستان به سر می‌برد. وی برخلاف برادرانش، که در ضدیت کامل با سردار اسعد به سر می‌بردند، زمینه‌های اتحاد بین سردار اشجع و سردار اسعد را فراهم ساخت.
سردار اسعد با همراهی خان‌های بختیاری سپاهی قریب به هفتصد سوار را جمع‌آوری کرد و بلافاصله از اصفهان راهی تهران شد. قبل از حرکت، طی نامه‌ای به شیخ‌السفرا، وزیر مختار اتریش، هدف از حرکت خود را تشریح کرد و از دولت‌های قدرتمند خواست تا از مداخله نظامی در ایران خودداری نمایند.
پس از حرکت سردار اسعد، جعفرقلی‌خان سردار بهادر و غلامحسین خان سالار محتشم نیز با سپاهی مختصر برای پیوستن به سردار اسعد راهی تهران شدند. از سوی دیگر سلطان محمد خان سردار اشجع با سردار ظفر به رسم ایلی هم پیمان شدند.
سردار اسعد در حرکت خود به سمت تهران، مشکل اصلی را برخورد با نیروهای بختیاری، به فرماندهی امیر مفخم بختیاری می‌دانست و تلاش زیادی نمود تا با آن‌ها درگیر نشود. برای این مقصود نامه‌هایی به او نوشت. متن یکی از نامه‌های سردار اسعد به امیر مفخم:
اگر می‌خواهی به شاه وفادار بمانی، می‌توانی با نیروهای دیگر درگیر شوی! زیرا درگیری با نیروهای بختیاری، ایل را به خاک و خون می‌کشاند.
سپس نیروهای بختیاری به فرماندهی سردار اسعد از جنوب و نیروهای مجاهدین از شمال راهی تهران گردیدند و با هماهنگی‌هایی که با هم داشتند، در بادامک به هم رسیده و در تاریخ ۲۲ تیر ۱۲۸۸ وارد تهران شدند.
در این باره خبرنگار تایمز می‌نویسد:
حرکت ناگهانی آنان بسی زیرکانه و به‌نحو درخشانی انجامید، بدون انداختن تیری توانستند رخنه به شهر نمایند.
روز ۲۲ تیرماه ۱۲۸۸ ه‍.خ قوای سردار اسعد از یک سو و سپهدار تنکابنی از سوی دیگر، در نزدیکی تهران به هم رسیدند و در بادامک، اردو زدند. پس از درگیری‌های پراکنده، شهر به تصرف مجاهدین درآمد و در روز جمعه ۲۵ تیر ۱۲۸۸ (۱۶ ژوئیه ۱۹۰۹ میلادی) داستان جنگ پایان یافت و در ساعت ۸:۳۰ صبح، شاه با پانصد تن از سربازان، بستگان، سران و مرتجعین، به سفارت روس در زرگنده پناهنده شد.

## واقعهٔ باغ اتابک
در رجب ۱۳۲۸ ه‍.ق سیدعبدالله بهبهانی به‌دست دموکرات‌ها و مخالفان اجرای احکام اسلامی ترور شد، که در پی آن در راستای برقراری امنیت، مقابله با بی‌نظمی و هرج و مرج، طرح «خلع سلاح» از سوی مشروطه خواهان مطرح گردید. در این هنگام بود که ستارخان و باقرخان به همراه سوارانشان از تحویل سلاح‌های خود به مشروطه خواهان سر باز زدند و در پی آن سردار اسعد به ستارخان پیام داد: به سوگندی که در مجلس برای خلع سلاح یاد کرده‌اید، وفادار باشید و از عواقب وخیم عدم خلع سلاح بپرهیزید. ساعتی بعد در تاریخ اول شعبان ۱۳۲۸ ه‍.ق ۱۰۰۰ سوار و تفنگچی بختیاری به فرماندهی جعفرقلی خان بختیاری (پسر سردار اسعد) و غلامحسین خان سردار محتشم و ۵۰۰ سوار به فرماندهی یپرم خان ارمنی، باغ اتابک را به محاصرهٔ خود درآوردند. سرانجام به‌دستور یپرم‌خان در باغ را آتش زدند. سپس نیروهای بختیاری وارد باغ اتابک شدند. سرانجام سواران بختیاری کنترل باغ اتابک را در دست گرفتند. شمار کشته‌شدگان بیش از ۱۵۰ نفر اعلام شده است. پای ستارخان مورد اصابت گلوله قرار گرفت و مجروح گردید. (بعدها اطباء مجبور شدند پایش را قطع کنند). در پایان درگیری بالغ بر ۳۵۰ نفر در نظمیه تهران محبوس شدند. در این میان دوازده نفر از بختیاری‌ها نیز کشته و زخمی شدند. سردار اسعد به‌همراه چند تن دیگر جزو امضاء کنندگان حکم اعدام شیخ فضل‌الله نوری هم بودند.

## وزارت داخله
در تاریخ ۲۵ تیر ۱۲۸۸ ساعت چهار بعدازظهر در بهارستان مجلس مهمی به‌نام «مجلس عالی»، با حضور رؤسای دوره اول مجلس شورای ملی و سرداران قشون ملی و عده‌ای از تُجار، وزراء و شاهزادگان، تشکیل شد. مجلس عالی محمدعلی‌شاه را از سلطنت خلع و سلطنت را به پسرش احمدمیرزا واگذار کرد و چون احمدمیرزا بیش از دوازده سال نداشت، علیرضاخان قاجار، ملقب به عضدالملک، به سمت نیابت سلطنت تعیین شد. سردار اسعد به سمت وزیر داخله منصوب گردید.

## وزارت جنگ
در کابینه‌ای که به تاریخ ۹ اردیبهشت ۱۲۸۹ تشکیل گردید، علی‌قلی خان سردار اسعد، به مقام وزارت جنگ منصوب گردید؛ که با استعفای سپهدار تنکابنی، مستوفی الممالک رئیس‌الوزراء شد و سرانجام دوره اول زمامداری سپهدار تنکابنی، که از فتح تهران در ۲۵ تیرماه ۱۲۸۸ آغاز شده بود، پس از گذشت یک سال، به پایان رسید و نمایندگان مجلس در بیستم تیر ۱۲۸۹ سردار اسعد را همراه با سپهدار تنکابنی به جای دبیرالملک و وزیرزاده، دو نماینده مستعفی انتخاب کردند و این دو به مجلس رفتند.
در این ایام، عضدالملک نایب السلطنه، به علت مریضی و کهولت سن، درگذشت. سپس احزاب شروع به فعالیت نمودند. با سقوط کابینه مستوفی‌الممالک، سپهدار تنکابنی برای بار دوم، تشکیل کابینه داد. ولی سردار اسعد عضویت در کابینه او را نپذیرفت و بعد از دو ماه که نشان قدس را به همراه شش هزار تومان برای وی فرستادند، نشان را پس فرستاد و پول را به وزارت معارف اهدا کرد. او در خرداد ۱۳۲۹ برای معالجه چشمش، از طریق روسیه به اروپا رفت.
در این ایام، محمدعلی‌شاه که قریب به دو سال در ادسا بود، تصمیم به مراجعت نمود. علی‌قلی‌خان سردار اسعد که در آن ایام در پاریس زندگی می‌کرد، اولین کسی بود که دولت ایران را از سو نیت محمدعلی‌شاه آگاه ساخت و با تلگراف رمز به صمصام‌السلطنه که در آن برهه زمانی ریاست بختیاری‌ها را برعهده داشت، توصیه کرد برای حفظ مشروطیت و آزادی ملت ایران از هیچ گونه فداکاری خودداری نکنند.

## نیابت سلطنت
در ایامی که علی‌قلی‌خان، در پاریس اقامت داشت، تلگراف‌های متعددی از طرف مجلس شورای ملی و ناصرالملک؛ نایب‌السلطنه به وی رسید. سردار اسعد قریب یک سال در اروپا بود، مجلس مکرراً او را برای بازگشت به ایران دعوت کرده بود، ولی او تا تیر ماه ۱۲۹۱ در اروپا ماند. در این هنگام ناصرالملک تصمیم مسافرت خود، به اروپا را، به اطلاع سردار اسعد رسانده، او را برای نظارت در امر حکومت، به طهران دعوت کرد. سپس وی به طهران بازگشت و ناصرالملک راه اروپا را در پیش گرفت.
سردار اسعد، نیابت سلطنت را چندی زیر نظر داشت و خانه‌اش محل مراجعات مردم بود و تلاش نمود، افراد مسلح بختیاری را به نظم وادار کند و صمصام‌السلطنه را در کارهای کشورداری راهنمایی نماید.

## سردار اسعد در آثار رجال معاصر
سردار اسعد در بین خان‌های بختیاری، امتیازات ویژه‌ای داشت. در تاریخ‌های بختیاری که شرح اختلافات و درگیری‌های داخلی را نگاشته‌اند، به ندرت از او در دسته‌بندی‌های خانوادگی یاد شده است. سردار اسعد را می‌توان محور اتحاد در ایل بختیاری دانست.
در این‌باره، سردار ظفر می‌نویسد:
حاج علی‌قلی‌خان، هیچوقت مایل به جنگ نبود… خاصه، جنگ مابین بنی‌اعمام و برادران.
وی در امور سیاسی نیز فردی توانا بود. او این امتیاز را، با حضور گسترده‌اش در دستگاه دولتی، از زمان ناصرالدین شاه کسب کرده بود.
سردار اسعد، در آثار مربوط به رجال معاصر، دارای سیمای مثبت و روشنی است. قزوینی او را دارای اخلاق حسنه دانسته است و دربارهٔ وی می‌گوید:
علاقه به علم و دانش و مطالعهً کتب داخلی و خارجی، بخصوص مطالعه آثار مربوط به تاریخ، از ویژگی‌های اوست.
عارف قزوینی در جای دیگر می‌نویسد:
من آن مرحوم را خوب می‌شناسم و در تمام مدت اقامت او در پاریس، هفته‌ای دو، سه مرتبه او را می‌دیدم و غالباً صحبت ما، از تاریخ بود؛ زیرا که او به تاریخ بسیار علاقه داشت.
قزوینی در این باره، اشاره به تألیف تاریخ بختیاری بدستور او و ترجمه کتاب‌های زیادی از زبان‌های خارجه به زبان فارسی دارد. از آن جمله؛ سفرنامهً شرلی تاورنیه و نیز مجلات و کتب آبی انگلیسی را می‌توان نام برد.
ملک‌زاده دراین‌باره می‌نویسد:
حاج علی‌قلی‌خان سرداراسعد، که از خان‌های روشنفکر بختیاری بود، دبستانی برای فرزندان ایل تاًسیس کرد و معلمینی از تهران برای تدریس اجیر نمود و نظامت آن مدرسه را به شیخ‌علی ناظم، که از مردان روشنفکر زمان خود بود، سپرد.
وی می‌افزاید؛ بدستور او تعدادی از دانش‌آموزان این مدرسه، به خارج اعزام شدند.
احمد کسروی نیز، او را مردی دانش دوست و آگاه دل نامیده است؛ و یحیی دولت‌آبادی نام او را جزء اولین مجلسی که از افراد علم دوست، در رجب ۱۳۱۵ ه‍.ق (آذر ۱۲۷۶) تشکیل شده است، می‌آورد. همچنین احمد به پژوه، وی را یکی از چهار، پنج تن مبارز، با وقوف به کار، آگاه و صمیمی می‌داند.
دربارهٔ انعقاد قرارداد نفت از سوی سردار اسعد با انگلیسی‌ها مشیرالدوله طی نامه‌ای به سفارت انگلیس نوشت:
 … طبق مفاد بند سه امتیاز نامه سال ۱۹۰۱ صاحب امتیاز تنها می‌تواند در صورت لزوم زمین‌های مورد نیاز خود را از مالک خریداری یا اجاره کند ولی ماذون نیست که بدون کسب اجازه از دولت با شخص یا اشخاص دیگری قرار داد منعقد کند، چرا که عقد چنین قراردادهایی منحصراً جزو اختیارات دولت مرکزی است، لذا بدین وسیله دولت ایران محق خواهد بود، قراردادی را که شرکت سندیکای امتیازات با خان‌های بختیاری منعقد کرده و نسخه‌ای از آن به وزارت خارجه ارسال گردیده است، به رسمیت نشناسد…

## کتیبه سردار اسعد
این کتیبه، به دستور علی‌قلی‌خان سردار اسعد، در سال ۱۲۸۴ نوشته شده است، که شجره‌نامه او و ریاست اجدادش بر ایل بختیاری را بیان می‌کند. محل این کتیبه در شهرستان فارسان، پنج کیلومتری مرکز شهرستان در روستای ده چشمه معروف به پیرغار است.
در پایین این کتیبه، این جمله افزوده شده است:
... در تاریخ هفتم محرم ۱۳۳۶ هجری قمری مطابق اول میزان، مرحوم سردار اسعد در طهران به رحمت ایزدی پیوست.

## قلعه جونقان
سردار اسعد، در شهر جونقان واقع در شهرستان فارسان کاخ بسیار زیبایی را بنام قلعه جونقان بنا نهاد. قلعه جونقان، به سبک ایرانی و با تزئینات فرنگی ساخته شده است.

## آثار و کتاب‌ها
علی‌قلی‌خان که از خان‌های فرهنگ دوست بختیاری بود، چندین بار به اروپا سفر کرد و به تکمیل زبان فرانسه خود پرداخته و اقدام به ترجمه چندین کتاب، از جمله دختر فرعون و پاریس از الکساندر دوما و غادة البریتانی، نموده و همچنین، کتاب تاریخ بختیاری را به رشته تحریر درآورده است.
از جمله ترجمه‌های سردار اسعد بختیاری، می‌توان به کتب زیر اشاره کرد:
- بولینا - غاده البریتانی
- پل و ورژینی
- تاریخ حمیدی - سلطان عبدالحمید عثمانی
- دختر فرعون
- دیل گابریل
- روکامبول
- شرح حال هانری سوم
- عاشقان پاریس
- مادموازل مارگریت
- هرمس مصری
- سفرنامه‌های برادران شرلی
- عهدنامه حضرت امیر

- همچنین کتاب تاریخ بختیاری، از تألیفات اوست.[۳۵]

## سال‌های واپسین زندگانی

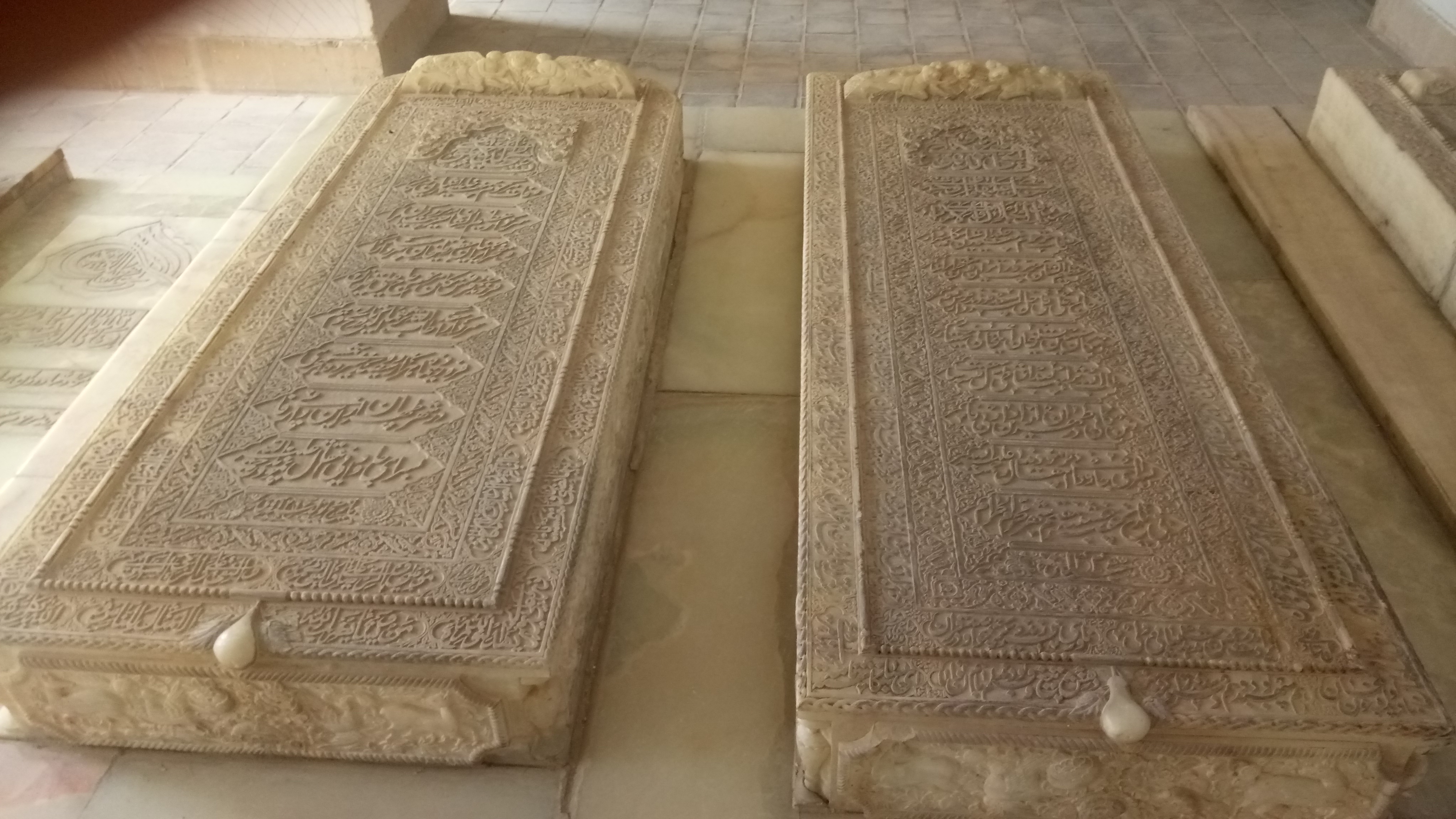
مدفن سردار اسعد در کنار فرزندش سردار بهادر در تخت فولاد، اصفهان

دوران حیات علی‌قلی‌خان سردار اسعد، مقارن با دوران پر فراز و نشیب سیاسی و اجتماعی در ایران و حتی در سطح جهانی بوده است. ورود وی به عرصه سیاسی ایران، در اواسط سلطنت ناصرالدین شاه بود. با روی کار آمدن مظفرالدین‌شاه، (و متعاقب آن، اتابک) دامنه فعالیت‌های سیاسی وی بیشتر شد، ولی با به قدرت رسیدن محمدعلی‌شاه، تا پیش از به توپ بستن مجلس، وی کاملاً از صحنه سیاسی خارج شده بود ولی، در دوران پس از فتح تهران و ابتدای سلطنت احمدشاه، علی‌قلی‌خان، از تأثیرگذارترین رجال سیاسی ایران بوده است.

## درگذشت
علی‌قلی‌خان سردار اسعد سرانجام در روز سه‌شنبه ۱ آبان ۱۲۹۶ در تهران درگذشت. پیکر وی به اصفهان منتقل گردید و در مقبره خانوادگی در گورستان تخت فولاد و در تکیه میرفندرسکی به خاک سپرده شد.